# 院派
院派（いんぱ）是平安時代後期至鎌倉時代的佛師之一派。形成七條大宮佛所、六條萬里小路佛所。派祖是定朝之孫院助。鎌倉時代，相對於新樣式的慶派作品，院派、圓派較受京都的貴族喜愛。但是，因延續舊來的傳統，和慶派相比，鮮少在佛像加上銘記，所以，無法確認佛師的個人作品。

## 名稱由來
名中有「院」字之佛師輩出而得名。

## 主要佛師
- 院覺（院助之子）
- 院朝（法印）
- 院尊（法印）
- 院實（法印）
- 院範（法印）
- 院賢（法印）
- 院尚
- 院慶
- 院康

## 關連項目
- 慶派
- 圓派
- 善派
- 定朝樣